# Port lotniczy Tabubil
Port lotniczy Tabubil (IATA: TBG, ICAO: AYTB) – port lotniczy zlokalizowany w miejscowości Tabubil, w Papui-Nowej Gwinei.